# Dekanat swarzędzki

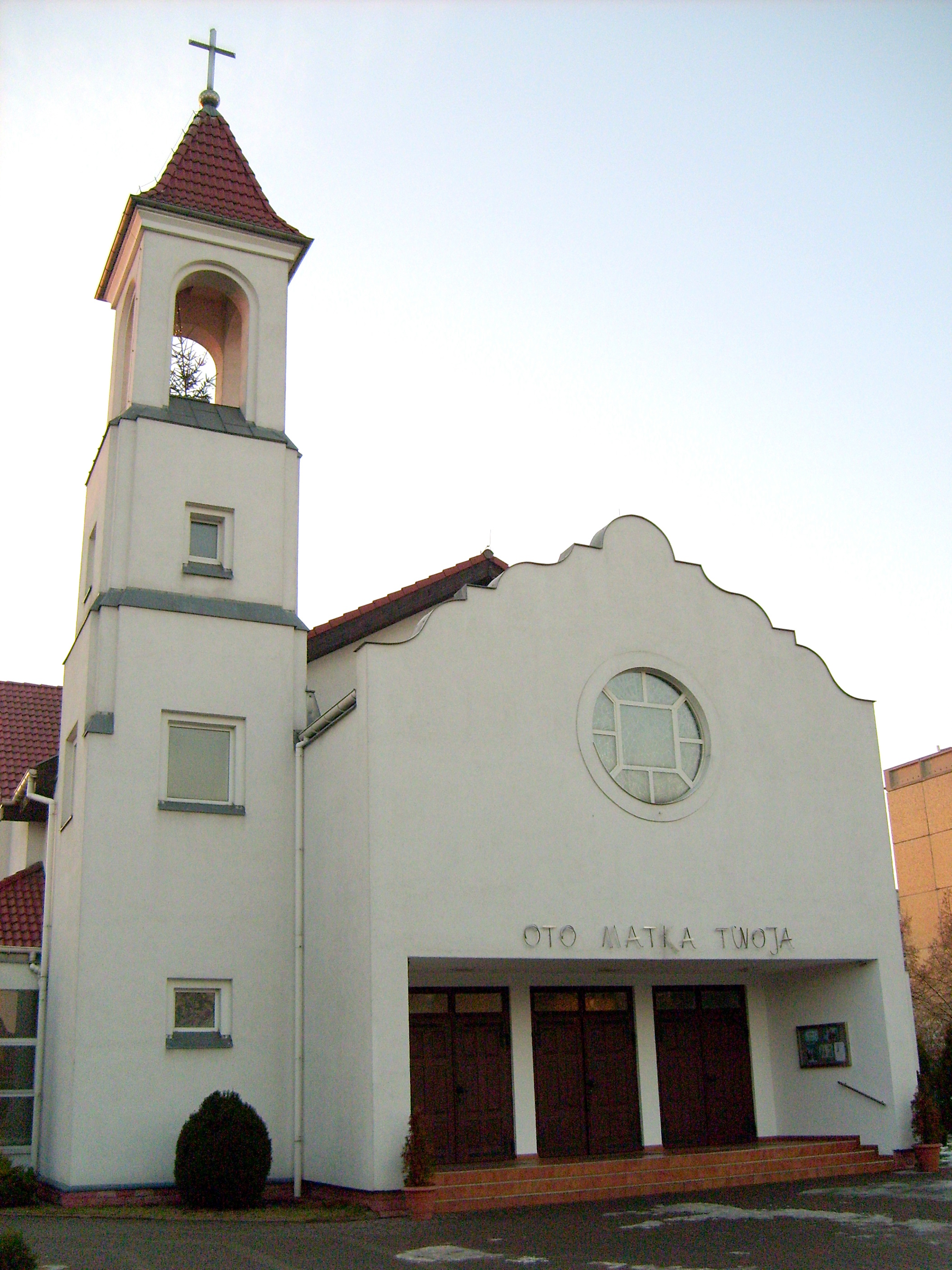
Kościół Matki Bożej Miłosierdzia w Swarzędzu

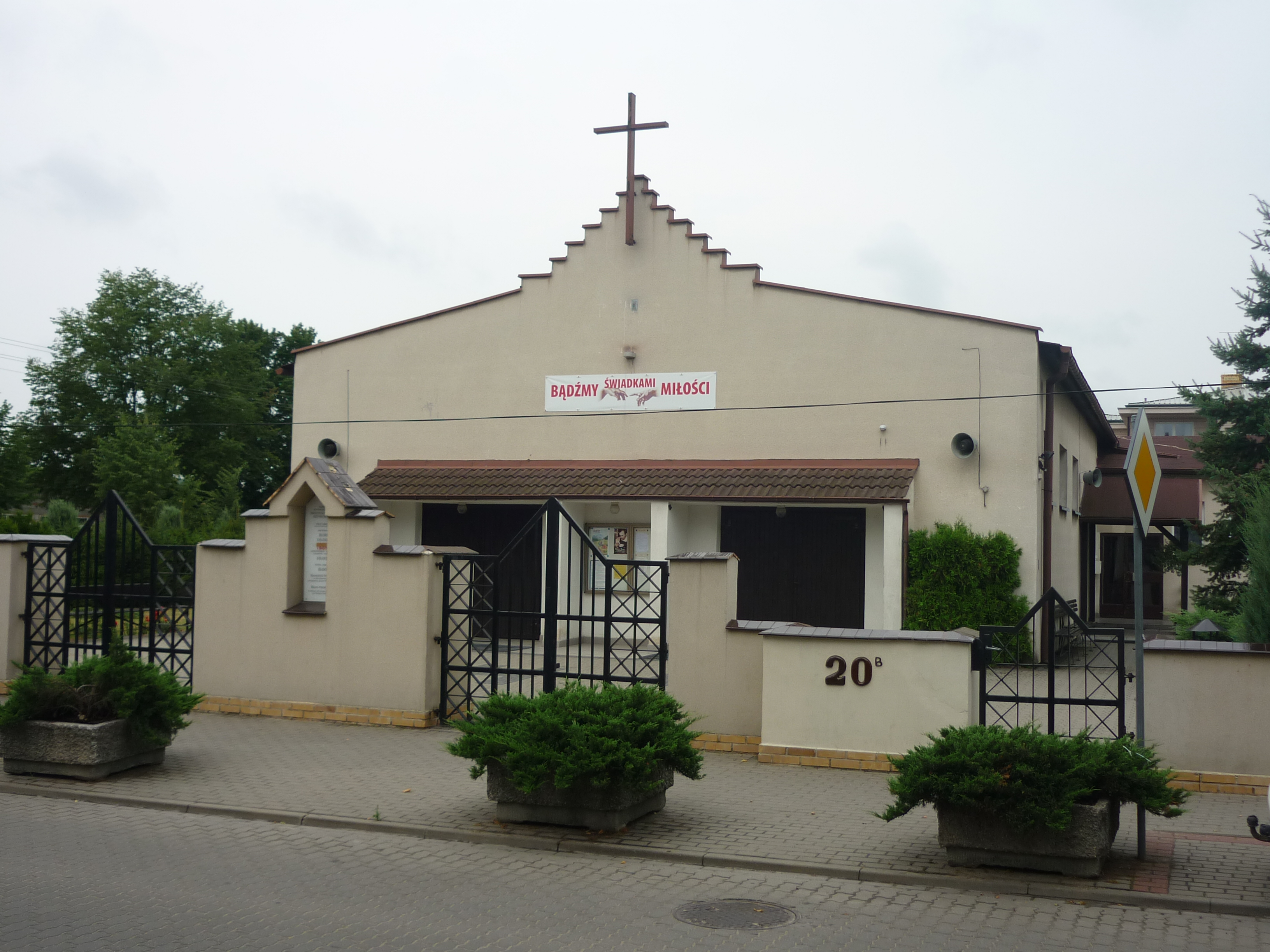
Kaplica Świętego Józefa Rzemieślnika w Swarzędzu

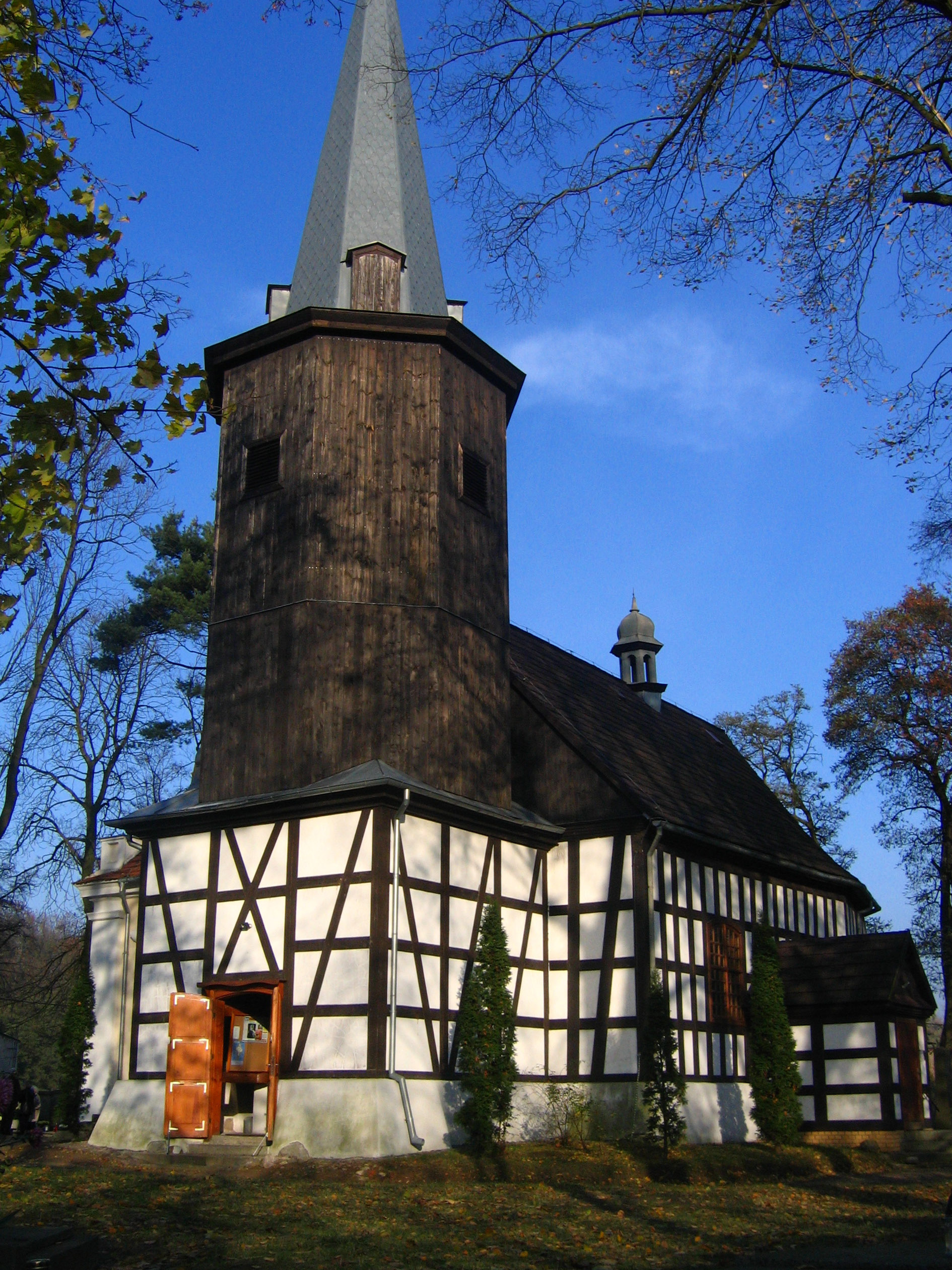
Kościół św. Michała Archanioła w Uzarzewie

Dekanat swarzędzki – jeden z 43 dekanatów archidiecezji poznańskiej.

## Parafie
- parafia Najświętszej Maryi Panny Nieustającej Pomocy w Biskupicach
- parafia Świętego Krzyża w Kobylnicy
- parafia Chrystusa Jedynego Zbawiciela w Swarzędzu (południowa część miasta)
- parafia Matki Bożej Miłosierdzia w Swarzędzu (północna część miasta)
- parafia Matki Bożej Wspomożycielki Wiernych w Swarzędzu (środkowo-zachodnia część miasta)
- parafia św. Marcina w Swarzędzu (środkowa część miasta)
- parafia św. Józefa Rzemieślnika w Swarzędzu (Nowa Wieś)
- parafia Narodzenia Najświętszej Maryi Panny w Tulcach
- parafia św. Michała Archanioła w Uzarzewie

Sąsiednie dekanaty
- czerwonacki
- Poznań-Nowe Miasto
- Poznań-Starołęka
- kórnicki
- średzki
- kostrzyński
- dekanaty archidiecezji gnieźnieńskiej

Administracyjnie dekanat położony jest na terenie miasta Swarzędz, zachodniej i północno-wschodniej części gminy Swarzędz, a także zachodniej części gminy Kleszczewo (Tulce), zachodniej części gminy Pobiedziska (Biskupice) oraz północnej części gminy Kórnik (Żerniki).
Pierwszym dziekanem był wieloletni proboszcz parafii św. Marcina w Swarzędzu ks. kan. Henryk Mikołajczyk.